# Baťův kanál
Baťův kanál neboli průplav Otrokovice-Rohatec je historická vodní cesta vybudovaná v letech 1934–1938 v délce 52 km, která spojovala Otrokovice se Sudoměřicemi, kde se překládalo hnědé uhlí z železničních vagonů do lodí a remorkéry přepravovalo do Otrokovic. Do Rohatce tato vodní cesta nebyla a není splavněna.

## Historie
Pokusy o splavnění řeky Moravy se datují do poloviny 17. století, kdy se poprvé začalo hovořit o jejím propojení s řekou Odrou. Finanční potíže však tomuto pokusu zamezily, stejně jako pokusům v následujících 150 letech. Dne 11. června 1901 byl vládou přijat vodocestný zákon, který počítal s vybudováním Dunajsko-oderského průplavu v následujících dvaceti letech, ale veškeré započaté práce zhatila první světová válka.
Vznik Československé republiky obnovil zájem o vodohospodářské otázky, ale byl brzy utlumen jinými potřebami nově vzniklého státu. V roce 1927 přešly kompetence o splavnění řeky Moravy z ministerstva veřejných prací na ministerstvo zemědělství, které prosazovalo úpravy koryt řek také kvůli melioračním účelům. Zanedlouho zde vstoupil na scénu Tomáš Baťa. Velká povodeň 28. října 1930 mu odplavila rozestavěnou továrnu v Otrokovicích na Bahňáku. Baťa začal neprodleně jednat. On sám jako starosta Zlína společně s vedením měst Kroměříže, Napajedel a Uherského Hradiště v listopadu 1930 navrhoval nutné vodohospodářské úpravy. V prosinci předložil návrh na zlepšení zavlažování a říční dopravy. Byl publikován v brožuře Základ pro úpravu vodního hospodářství na Moravě, ve které vyslovil myšlenku, že „problém usplavněné řeky Moravy není problémem lokálním, … neboť usplavněním Moravy přiblížíme se k uskutečnění spojení tří největších středoevropských řek Labe, Dunaje a Odry… Co… je nejvýznačnější, je možnost umělého zavlažování…“ Pod Baťovým tlakem se v novém zákonu z roku 1931 vláda zavázala, že do tří let bude vypracován plán usplavnění řeky Moravy od Olomouce po soutok Moravy s Dunajem. Tomáš Baťa tragicky zahynul v červenci 1932 a záměr s úpravami řeky Moravy pokračoval. V roce 1933 firma Baťa, již pod vedením Jana Antonína Bati, vystoupila s plánem spojit plavební cestou Otrokovice a Sudoměřice. Pro něj získala i vládní úřady, které preferovaly zavlažování a zemědělské meliorace. V roce 1934 byla sjednána dohoda. Po vzoru Holandska a Francie měl vzniknout malý průplav, který bude financován takto: 9 milionů zaplatí firma Baťa, 7 milionů poskytne ministerstvo sociální péče (místo na podporu v nezaměstnanosti tyto peníze půjdou na mzdy), 18 milionů na meliorace a závlahy se převede z kompetence ministerstva zemědělství.
Zemský úřad v Brně zahájil stavbu plavebního a závlahového kanálu v říjnu 1934. Po výkopových pracích následovala v roce 1936 výstavba plavebních komor a v letních měsících roku 1937 budování vodního díla vrcholilo, když vedle původního řečiště byly připraveny vyhloubené kanály. Do kanálu na trase Spytihněv – Staré Město bylo řečiště převedeno koncem července 1937. V Otrokovicích dělníci vybudovali přístaviště a 760 metrů dlouhý kanál, kterým mohly lodě přivážející hnědé uhlí z dolu Tomáš v Ratíškovicích proplout až do objektu továrny. První polovina roku 1938 se nesla ve znamení dokončovacích prací a koncem června se konala první 10 km zkušební plavba zatížené motorové lodi. Po úspěšné zkoušce byla 1. července 1938 za účasti četných hostů provedena zkušební plavba z Baťova do Uherského Ostrohu a tato část kanálu byla odevzdána k obhospodařování Baťovým závodům. K těmto účelům vznikla akciová společnost Morava, moravská plavební akciová společnost, jejímž předmětem bylo:
- provozovat za příčinou dopravy zboží a osob plavbu po řece Moravě v úseku Otrokovice – Hodonín (není dovoleno bez souhlasu poštovní správy dopravovat po živnostensku balíkové služby)
- služba vlečná
- zakládat a provozovat veřejná skladiště a překladiště
- kupovat, najímat nebo jinak získávat, stavět, opravovat a prodávat lodi a jiné dopravní prostředky a příslušné stroje
- stavět vodní díla, zavodňovací kanály, zakládat nové podniky, které sledují tyto cíle
- činit jakákoli opatření, která by napomáhala společnosti k dosažení jejich účelů a podnikat cokoli, co by souviselo s dopravou a sloužilo zájmům společnosti

V říjnu 1938 kanál bez viditelné újmy přečkal velikou povodeň, a tak mohl být v pátek 2. prosince 1938 otevřen. První cestu vykonal motorový člun s vlečnou lodí, jehož posádka měla za úkol dovézt prvních dvě stě tun ratíškovického lignitu. V letních měsících roku 1939 začaly pravidelné výletní projížďky na lodi „Mojena“. Akciová společnost Morava v letech 1943–1945 nevyvíjela činnost a po skončení druhé světové války byla hned v první polovině května dána pod národní správu společně s celou firmou Baťa. Válečná léta vodní cestu těžce poznamenala, když škody přesáhly 10 milionů korun. S opravami se započalo v roce 1946 a protáhly se až do následujícího roku. V polovině padesátých let nový provozovatel Stavosvit Gottwaldov nepokračoval v dopravě uhlí do elektrárny, ale zabýval se pouze přepravou stavebních materiálů, což se projevilo jako nerentabilní. Svůj význam ztratily i závlahové kanály, neboť družstevně rozoraná pole jejich služeb nevyužívala. Provozovatel Průmyslové stavby Gottwaldov v roce 1961 zastavil provoz na vodní cestě, během dalšího roku rozprodal lodní park a neudržovaný Baťův kanál i jeho zařízení takřka třicet let chátraly.
První pokus o oživení kanálu se objevil v roce 1989. První loď na kanál vyplula v květnu 1995. Ve stejném roce vznikla Agentura pro rozvoj turistiky na Baťově kanálu, která dodnes sdružuje obce, přispívající ke zpřístupnění této přírodní a technické památky. Roku 2002 vznikla obecně prospěšná společnost Baťův kanál, která se podílí na organizaci provozu, provozuje informační centrum a podporuje podnikatele, jejichž aktivity souvisejí s rozvojem turistického ruchu podél kanálu.
Dne 27. června 2018 u příležitosti 80. výročí vybudování kanálu přeplaval ze Spytihněvi do Skalice hodonínský dálkový plavec a triatlonista Marek Jedlička. Trasu dlouhou 43 km zdolal za 14 hodin a 3 minuty.

## Baťův kanál dnes
V dnešní době je téměř celá vodní cesta v délce 52 km opravena, zprovozněno 13 plavebních komor a umožněna jak pravidelná, tak i turistická vodní doprava mezi Otrokovicemi a Sudoměřicemi, případně slovenskou Skalicí. Turisté mohou využívat 8 přístavů a 16 přístavišť. Díky stavbě slovenského přístavu Skalica se stal Baťův kanál mezinárodní vodní cestou. V úpravách vodní cesty bude pokračováno s cílem dovést ji až do Hodonína a Kroměříže. Vodní cesta částečně vede po řece Moravě, jinak uměle vyhloubenými kanály s řadou pohyblivých jezů, plavebními komorami (14) a dalšími vodními stavbami. Na trase je celkem 23 mostů. Pod mosty byly vybudovány podchody (ochozy s okovaným sníženým zábradlím, přes které se táhla lana ke člunům).
Na trase byla řada unikátních technických zařízení, např. výklopník uhlí v Sudoměřicích, lanovka pro přetahování člunů přes Moravu ve Vnorovech apod. U každé plavební komory byl postaven typický „baťovský“ domek pro obsluhu. Pozůstatky těchto památek, z nichž část je nyní rekonstruována, umožňují poznat technický um našich předků.
S využitím říčních úseků Baťova kanálu, které odpovídají svými parametry provozu větších lodí, se počítalo při výstavbě vodního koridoru Dunaj-Odra-Labe. Provoz na Baťově kanálu mohl zůstat zachován a díky vodnímu koridoru D-O-L by mohl být v budoucnu napojen na síť evropských vodních cest. Jednalo se o velmi nepravděpodobnou variantu.

## Jednotlivé úseky

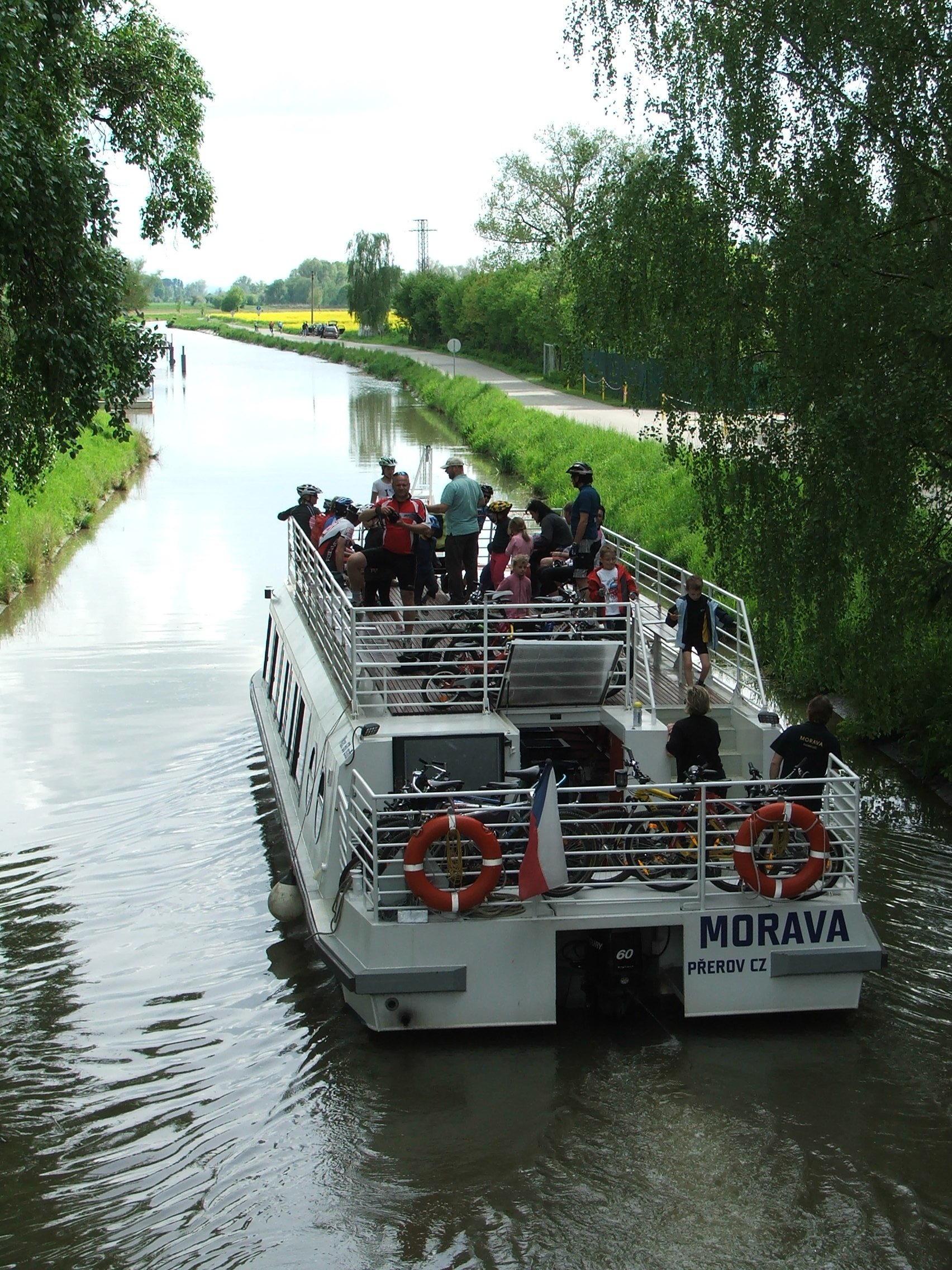
Baťův kanál – loď Morava pod plavební komorou Spytihněv

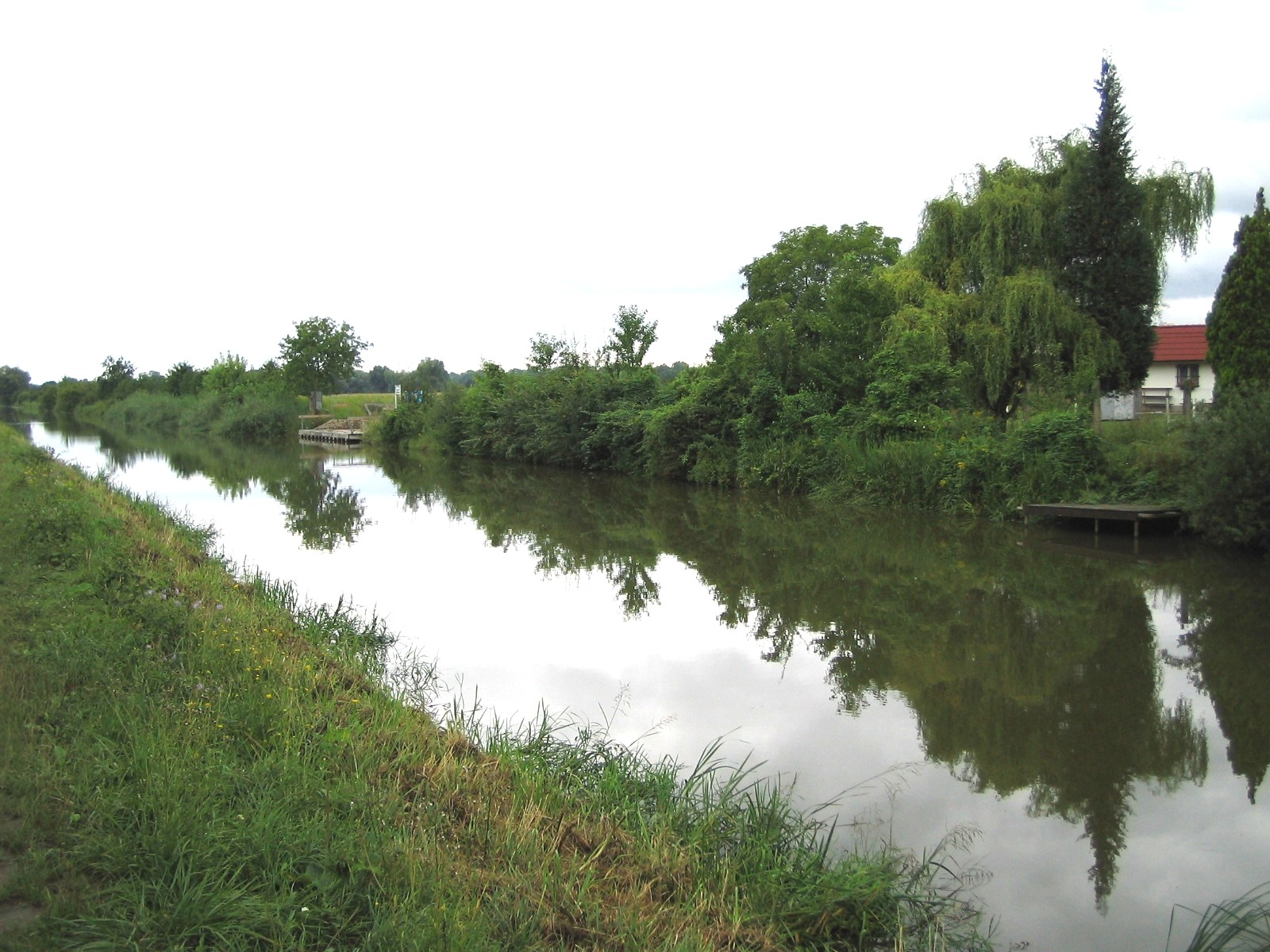
Baťův kanál u Veselí nad Moravou

Rozdělení vodní cesty je následující: 27 km po řece Moravě a 24,8 km po Baťově kanálu. Dříve byla možná ještě plavba 1 km po řece Dřevnici. Jednotlivé úseky ve směru proti proudu:
| km     | začátek úseku                                  | konec úseku                                    | typ úseku                           | hydrologické pořadí                          |
| ------ | ---------------------------------------------- | ---------------------------------------------- | ----------------------------------- | -------------------------------------------- |
| 0,000  | ústí Radějovky do Moravy                       | Zdymadlo Sudoměřice                            | Radějovka                           | 4-13-02-070                                  |
| 0,837  | Zdymadlo Sudoměřice                            | soutok Radějovky a závlahového (Baťova) kanálu | Radějovka                           | 4-13-02-062, 4-13-02-070                     |
| 5,318  | soutok Radějovky a závlahového (Baťova) kanálu | PK Vnorovy II                                  | Baťův kanál (závlahový kanál)       | 4-13-02-061                                  |
| 12,994 | PK Vnorovy II                                  | oddělení závlahového (Baťova) kanálu od Moravy | Baťův kanál (závlahový kanál)       | 4-13-02-061                                  |
| 13,183 | oddělení závlahového (Baťova) kanálu od Moravy | PK Vnorovy I                                   | řeka Morava                         | 4-13-02-028                                  |
| 13,225 | PK Vnorovy I                                   | PK Veselí n/M                                  | Baťův kanál (odlehčovací rameno)    | 4-13-02-027                                  |
| 18,054 | PK Veselí n/M                                  | PK Staré Město                                 | řeka Morava                         | 4-13-01-(79,83,85), 4-13-02-(1,3,4,12,16,17) |
| 36,047 | PK Staré Město                                 | PK Spytihněv                                   | Baťův kanál (plavební kanál I a II) | 4-13-01-078/1, 4-13-01-078/2                 |
| 43,877 | PK Spytihněv                                   | Zdymadlo Bělov                                 | řeka Morava                         | 4-12-02-155, 4-13-01-054/1, 4-13-01-054/2    |

## Plavební cesta
Plavební cestu Baťova kanálu tvoří především plavební komory pro překonávání výškových rozdílů jednotlivých úseků a přístaviště pro lodě.
| km     | místo                               | typ úseku   | horní hladina  | poznámka                                                              |
| ------ | ----------------------------------- | ----------- | -------------- | --------------------------------------------------------------------- |
| -6,800 | Jez Hodonín                         | Morava      |                | samostatně splavný úsek Hodonín - ústí Radějovky (- Rohatec-kolonie)  |
|        | Přístav Hodonín                     | Morava      |                | samostatně splavný úsek Hodonín - ústí Radějovky (- Rohatec-kolonie)  |
|        | Přístaviště Skalica - Perunská lúka | Morava      |                | samostatně splavný úsek Hodonín - ústí Radějovky (- Rohatec-kolonie)  |
|        | Přístaviště Rohatec                 | Morava      |                | samostatně splavný úsek Hodonín - ústí Radějovky (- Rohatec-kolonie)  |
| 0,000  | ústí Radějovky do Moravy            | Radějovka   |                | splavnění úseku ve výstavbě                                           |
| 0,837  | Zdymadlo Rohatec                    | Radějovka   | 165,34 m n. m. | plavební komora Rohatec ve výstavbě                                   |
| 0,900  | Přístav Skalica                     | Radějovka   | 165,34 m n. m. |                                                                       |
| 2,000  | státní hranice                      | Radějovka   | 165,34 m n. m. | plavební cesta pokračuje již jen v ČR                                 |
| 2,600  | Přístav Sudoměřice - výklopník      | Radějovka   | 165,34 m n. m. | První přístav na Baťově kanále, s dodnes dochovaným výklopníkem uhlí. |
| 5,318  | soutok Radějovky a Baťova kanálu    |             | 165,34 m n. m. |                                                                       |
| 5,768  | Plavební komora Petrov              | Baťův kanál | 167,84 m n. m. |                                                                       |
| 6,000  | Přístav Petrov                      | Baťův kanál | 167,84 m n. m. | kapacita 47 lodí                                                      |
| 9,500  | Přístav Strážnice                   | Baťův kanál | 167,84 m n. m. |                                                                       |
| 10,220 | Plavební komora Strážnice II        | Baťův kanál | 167,87 m n. m. | komora trvale otevřena                                                |
| 10,300 | křížení s Veličkou                  |             | 167,87 m n. m. | výška hladiny jezu Strážnice                                          |
| 10,406 | Plavební komora Strážnice I         | Baťův kanál | 167,87 m n. m. | komora trvale otevřena                                                |
| 12,994 | Plavební komora Vnorovy II          | Baťův kanál | 167,94 m n. m. |                                                                       |
| 13,100 | křížení s Moravou                   | Morava      | 167,02 m n. m. | výška hladiny jezu Vnorovy                                            |
| 13,225 | Plavební komora Vnorovy I           | Baťův kanál | 169,94 m n. m. |                                                                       |
| 13,300 | Přístaviště Vnorovy                 | Baťův kanál | 169,94 m n. m. |                                                                       |
| 17,500 | Přístav Veselí nad Moravou          | Baťův kanál | 169,94 m n. m. |                                                                       |
| 18,054 | Plavební komora Veselí nad Moravou  | Baťův kanál | 170,47 m n. m. |                                                                       |
| 18,200 | odpojení kanálu od Moravy           | Morava      | 170,47 m n. m. |                                                                       |
| 22,264 | Zdymadlo Uherský Ostroh             | Morava      | 172,08 m n. m. |                                                                       |
| 26,803 | Zdymadlo Nedakonice                 | Morava      | 173,66 m n. m. |                                                                       |
| 33,269 | Zdymadlo Kunovský les               | Morava      | 174,86 m n. m. |                                                                       |
| 36,047 | Plavební komora Staré Město         | Baťův kanál | 176,00 m n. m. |                                                                       |
| 37,527 | Plavební komora Huštěnovice         | Baťův kanál | 178,80 m n. m. |                                                                       |
| 40,778 | Plavební komora Babice              | Baťův kanál | 180,56 m n. m. |                                                                       |
| 41,400 | Přístaviště Babice                  | Baťův kanál | 180,56 m n. m. |                                                                       |
| 43,877 | Plavební komora Spytihněv           | Baťův kanál | 181,30 m n. m. |                                                                       |
| 43,900 | Přístav Spytihněv                   | Baťův kanál | 181,30 m n. m. |                                                                       |
| 44,000 | odpojení kanálu od Moravy           | Morava      | 181,30 m n. m. |                                                                       |
|        | Přístaviště Napajedla - Pahrbek     | Morava      |                |                                                                       |
|        | Přístaviště Napajedla - centrum     | Morava      |                |                                                                       |
|        | Přístaviště Otrokovice              | Morava      |                |                                                                       |
| 54,100 | Jez Bělov                           | Morava      |                | plavební komora Bělov v přípravě                                      |
| 70,500 | Jez Strž                            | Morava      |                | samostatně splavný úsek Bělov - Strž                                  |